# Léo Hirsch (Unternehmer)

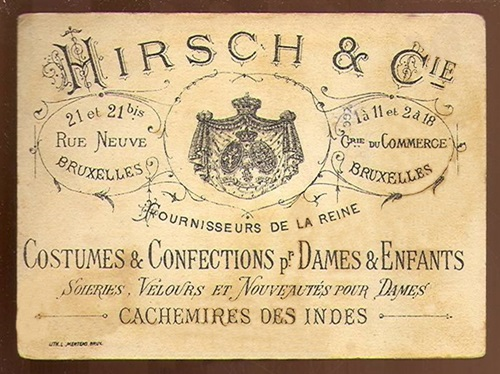
Anzeige Hirsch & Cie, Brüssel

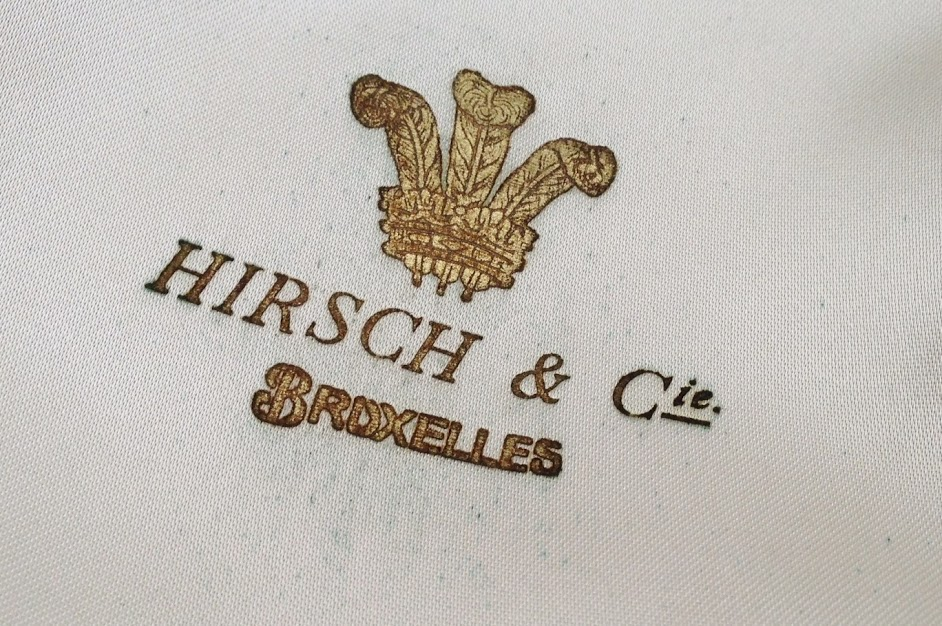
Logo Hirsch & Cie, Brussel

Léo Hirsch (* 1842 in Altena; † 15. Januar 1906 in Brüssel) war ein Textilkaufmann und Begründer des Brüsseler Kaufhauses Hirsch & Cie.

## Leben
Er wurde als Levi Hirsch 1842 in Altena in der preußischen Provinz Westfalen geboren. Sein Vater Israel Hirsch (1790–1873), Sohn von Joseph Hirsch, war 1817 aus Klein Gerau nach Altena eingewandert, seine Mutter war eine geborene Sanders.
Nach der Schule arbeitete er zunächst zusammen mit dem 9 Jahre älteren Philipp Freudenberg in einem Aachener Kurzwarenladen. Als Freudenberg ein Modegeschäft in Elberfeld übernahm, folgte er ihm, wurde sein Vertrauensmann und verlobte er sich mit Freudenbergs jüngerer Schwester Johanna (1848–1901), die ebenfalls im Geschäft arbeitete. Die Familie Freudenberg wollte jedoch diese Verbindung unterbinden und schickte Johanna zu Philipps Schwiegereltern nach Brüssel, um dort im Spitzenstoffgeschäft ihres Schwagers Siegfried Löwenstein zu arbeiten und Französisch zu lernen. Léo folgte ihr nach Brüssel und beide beschlossen, dort ein eigenes Textilgeschäft zu gründen. Nachdem schließlich doch das Einverständnis der Freudenbergs erreicht wurde, heirateten sie am 13. April 1869.  Noch im gleichen Jahr gründeten sie die Kommanditgesellschaft Maison Hirsch & Compagnie, eröffneten ein Modefachgeschäft mit Schneiderei in der Rue Neuve und hatten schnell Erfolg mit der Imitation von exklusiven Pariser Modellen. Ihre Wohnung befand sich im Obergeschoss. 1873 stellten sie u. a. Sally Berg als Lehrling ein. 1881 wurde Hirsch Hoflieferant der belgischen Königin Marie Henriette. Seit 1882 gab er ein Modemagazin heraus. In den 1880er und 1890er Jahren gründete er unter der Firma Hirsch & Cie weitere Filialen in europäischen Städten wie Amsterdam, Leidseplein 23–25, Köln, Obenmarspforten 13–17, Dresden, Prager Straße 6–8 und Hamburg, Reesendamm, die er seinen Angestellten überließ.
Zudem betätigte er sich ehrenamtlich als Mitglied im Consistoire central israélite de Belgique und einigen jüdischen Wohlfahrtseinrichtungen.

## Familie

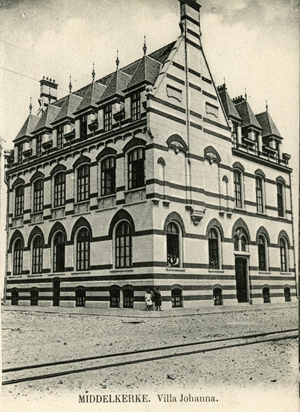
Villa Johanna, Middelkerke

Das Ehepaar Hirsch hatte 6 Kinder. Jules (* 1870) starb nach 2 Monaten, ihm folgen Arthur (1873–1933), Ivan (1867–1907), Regina (1871–1941), Berta (1875–1918) und Alice (1881–1965). Gesundheitlich angeschlagen, musste sich Johanna ab 1879 jährlichen Kuraufenthalten, zunächst in Vichy, später in Karlsbad, unterziehen. 1886 zog die nun 7-köpfige Familie in eine separate Wohnung am Boulevard du Régent, Ecke Rue Zimmer, nahe dem Warandepark. 1894 beschlossen Johanna und Léo Hirsch anlässlich ihrer Silberhochzeit und der Hochzeit ihrer Tochter Regina mit ihrem Cousin Julius Freudenberg, eine philanthropische Stiftung zugunsten der ärmsten Mitglieder der israelitischen Gemeinde Brüssel zu gründen. Unter dem Einfluss des belgischen Großrabbiners Armand Bloch wurde der Zweck jedoch dahingehend geändert, dass mit dem Stiftungsgeld ein Erholungsheim für Kinder aller Konfessionen an der belgischen Küste gebaut wurde. Nach Plänen des Architekten Franz de Vestel, der schon das Geschäftshaus in der Rue Neuve gebaut hatte, entstand ein Haus in Middelkerke, das am 1. August 1901 eröffnet wurde und Villa Johanna genannt wurde. Wenige Monate später, am 6. Dezember 1901 starb Johanna an den Folgen einer Diabetes in Meran. Ihr Mann Leo folgte ihr am 15. Januar 1906 mit 64 Jahren.
Das florierende Unternehmen Hirsch & Cie erbten die Kinder. Arthur hatte inzwischen Jura an der Universität Brüssel studiert und war 1898 als Anwalt zugelassen worden. Ivan blieb unverheiratet. Berta heiratete ihren Cousin Hermann Freudenberg, den Bruder ihres Schwagers Julius, der auch Geschäftsführer des Berliner Kaufhauses Gerson war. Alice war mit einem Rudolf Bottenwieser verheiratet. Die Interessen des Unternehmens nahm zunächst Arthur wahr, überließ aber die operative Geschäftsführung zunächst den leitenden Angestellten. Als Mitglied der Belgischen Arbeiterpartei engagierte er sich u. a. 1896 beim Bau des berühmten Brüsseler Volkshauses durch den Architekten Victor Horta und übernahm später eine Professur an der Universität Brüssel und andere staatliche Funktionen. Die Geschäftsleitung bei Hirsch & Cie übernahmen dann später Arthurs drei Söhne Lucien, Robert und Jean Paul.